# Ливери
Ливери (итал. Liveri) је насеље у Италији у округу Напуљ, региону Кампанија.
Према процени из 2011. у насељу је живело 1679 становника. Насеље се налази на надморској висини од 82 м.

## Становништво
| 1931. | 1936. | 1951. | 1961. | 1971. | 1981. | 1991. | 2001. | 2011. |
| ----- | ----- | ----- | ----- | ----- | ----- | ----- | ----- | ----- |
| 1.660 | 1.679 | 1.835 | 1.798 | 1.538 | 1.593 | 1.870 | 1.815 | 1.679 |